# Colònia tèxtil

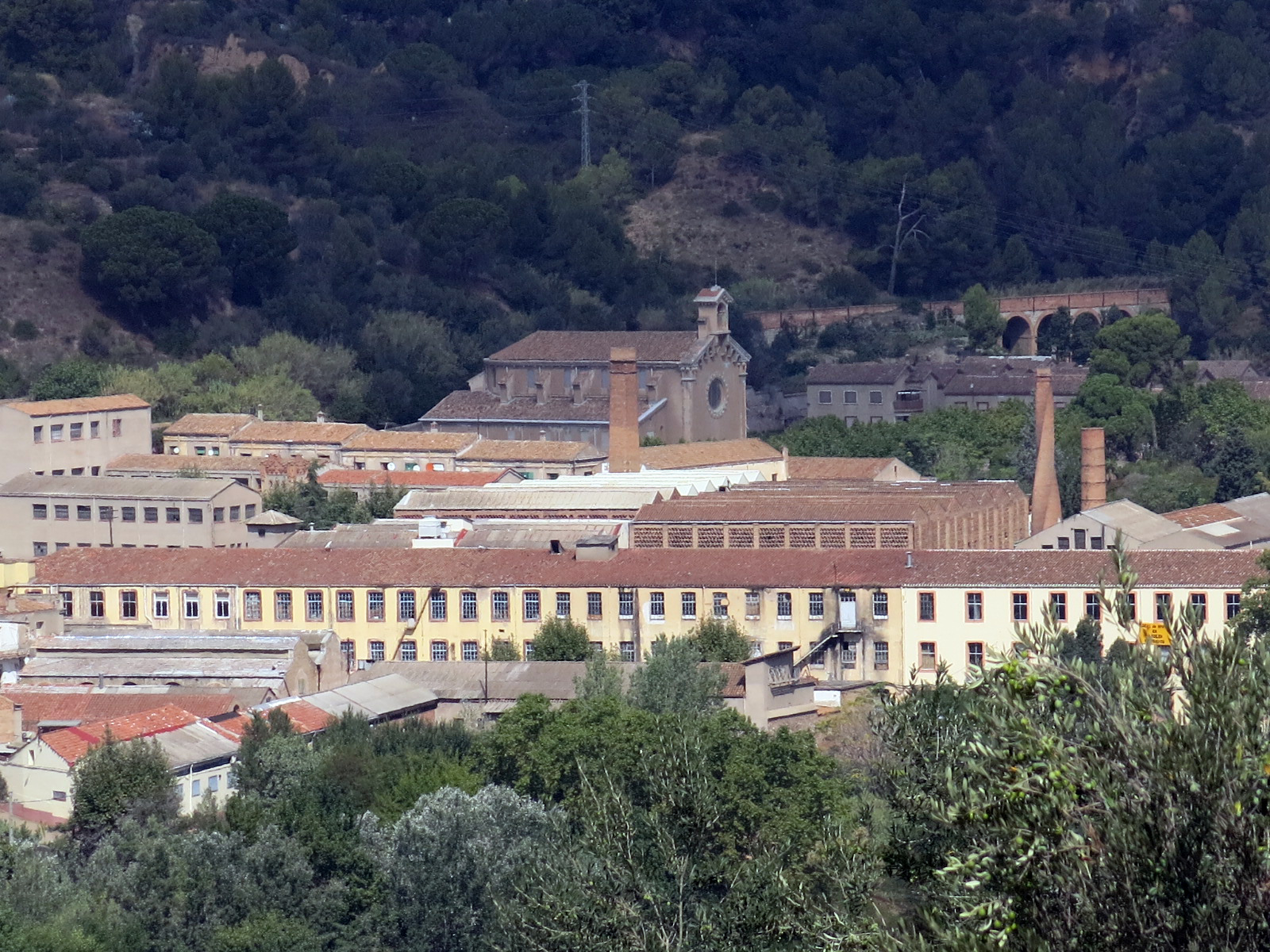
Colònia Sedó, des del camí de les Hortes (Esparreguera)

Una colònia tèxtil és un tipus específic de colònia industrial que a Catalunya va aparèixer entre la segona meitat del segle xix i inicis del XX, amb uns trets molt específics pel que fa al model industrial, empresarial i social. Són un element característic del procés d'industrialització de Catalunya (especialment la indústria del cotó) i van entrar en crisi a finals del segle xx.

## Elements comuns

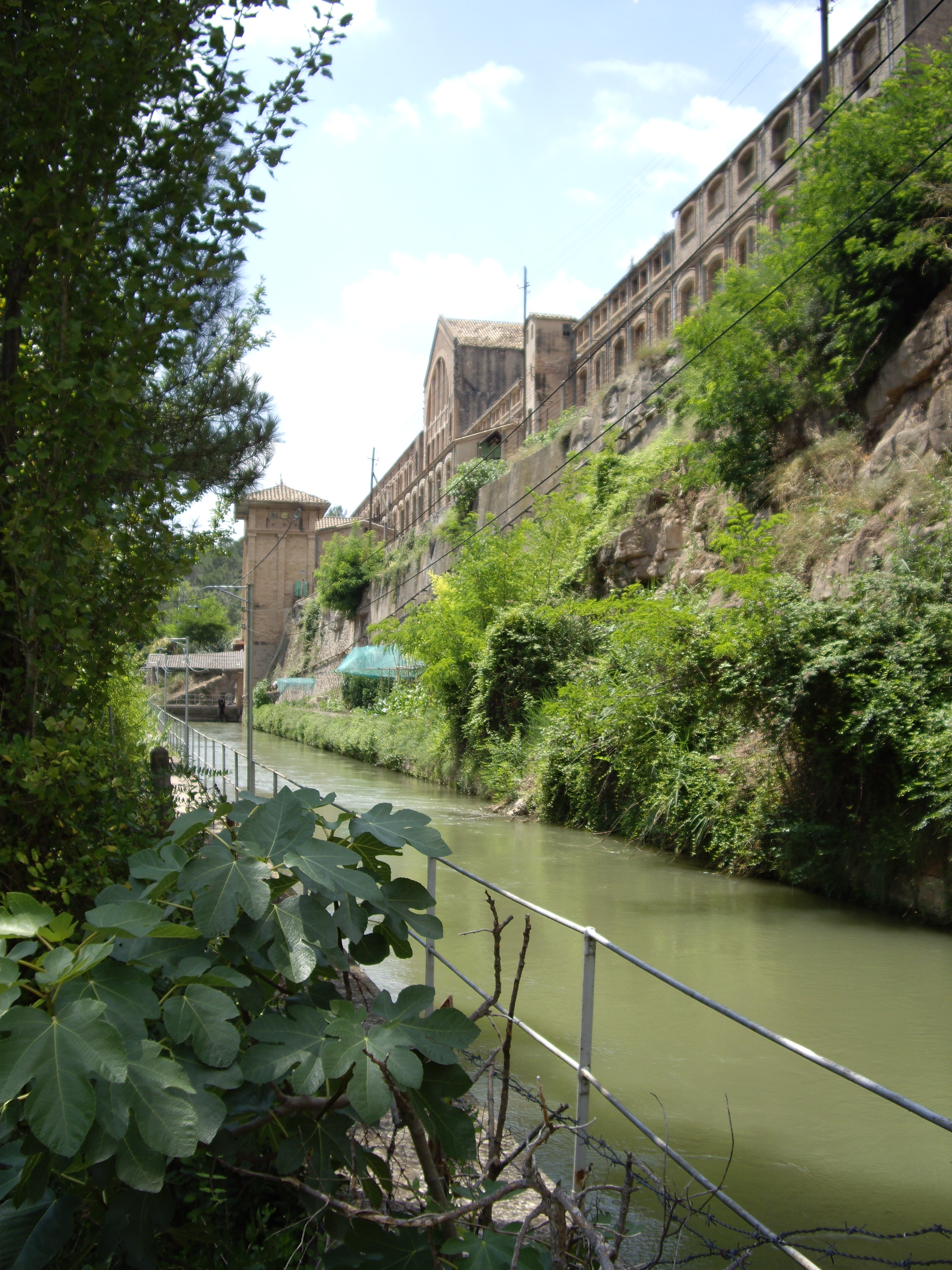
Canal i fàbrica de la Còlonia Vidal, Puig-reig

Les característiques que comparteixen totes les colònies tèxtils són les següents: s'ubiquen al costat d'un riu per aprofitar-ne l'energia hidràulica (encara que disposin també de màquines de vapor per funcionar amb carbó); disposen d'una resclosa i un canal per desviar l'aigua amb la força suficient per fer moure una turbina; constitueixen petits pobles o nuclis de població constituïts per una fàbrica i habitatges per als obrers, sovint acompanyats d'altres serveis. Cal dir però que no totes les indústries tèxtils de la vora dels rius van esdevenir colònies: cal diferenciar entre les fàbriques de riu (que no ofereixen serveis als treballadors) i les colònies pròpiament dites, les quals, en oferir tots els serveis necessaris als treballador, a més del treball i l'habitatge, esdevenen un nucli autocentrat, del qual no cal sortir.

## Origen
El model de població lligada a una indústria, que aquí s'anomenà colònia, s'importa del Regne Unit, país capdavanter en la industrialització, en un context en què l'ús de la força que proporciona la màquina de vapor (de recent invenció en aquell moment) facilita que antigues activitats artesanals com la de teixir es converteixin en indústries. Les màquines mogudes pel vapor multipliquen la producció, mentre que la nova classe social sorgida d'aquesta industrialització, el proletariat, treballa i viu en unes condicions molt precàries.
Catalunya, pionera en la industrialització dins una Espanya eminentment rural i agrícola, és un país pobre en els recursos necessaris per dur a terme aquesta industrialització basada en el carbó i l'acer, matèries que haurà d'importar. De manera que els industrials per força havien de trobar atractiva la idea d'utilitzar una energia com la hidràulica que proporcionen gratuïtament els rius, en lloc d'importar el carbó que resultava molt car.
Les indústries ubicades en entorns urbans (anomenades vapors pel tipus d'energia usat), començaven a patir la conflictivitat laboral (vagues, revoltes dels obrers...) que reivindicava millores en les condicions laborals i els salaris. En contraposició, a les zones interiors (el que des de Barcelona s'anomenava “la muntanya”) els industrials hi trobaven mà d'obra barata i el clima de tensió laboral no hi havia arribat o hi seria en molt menor mesura. En tot cas, els amos de les colònies s'esforçaren, en general, a garantir als seus treballadors un benestar material i fins i tot moral, afavorint l'educació i les activitats culturals per als treballadors, acompanyat de la inculcació de valors cristians; aquest corrent s'ha anomenat paternalisme.Tot això revertia en benefici de l'amo amb un clima de docilitat i obediència. A aquests avantatges que s'han mencionat (font d'energia barata i “pau social”) s'hi han de sumar els avantatges de trobar terrenys molt barats -poc aptes per a l'agricultura- i la llei d'Establiment de colònies agrícoles i Foment de la població rural, que donava als fabricants importants exempcions fiscals, si bé finalment poques colònies van poder acollir-se a aquest estatus.

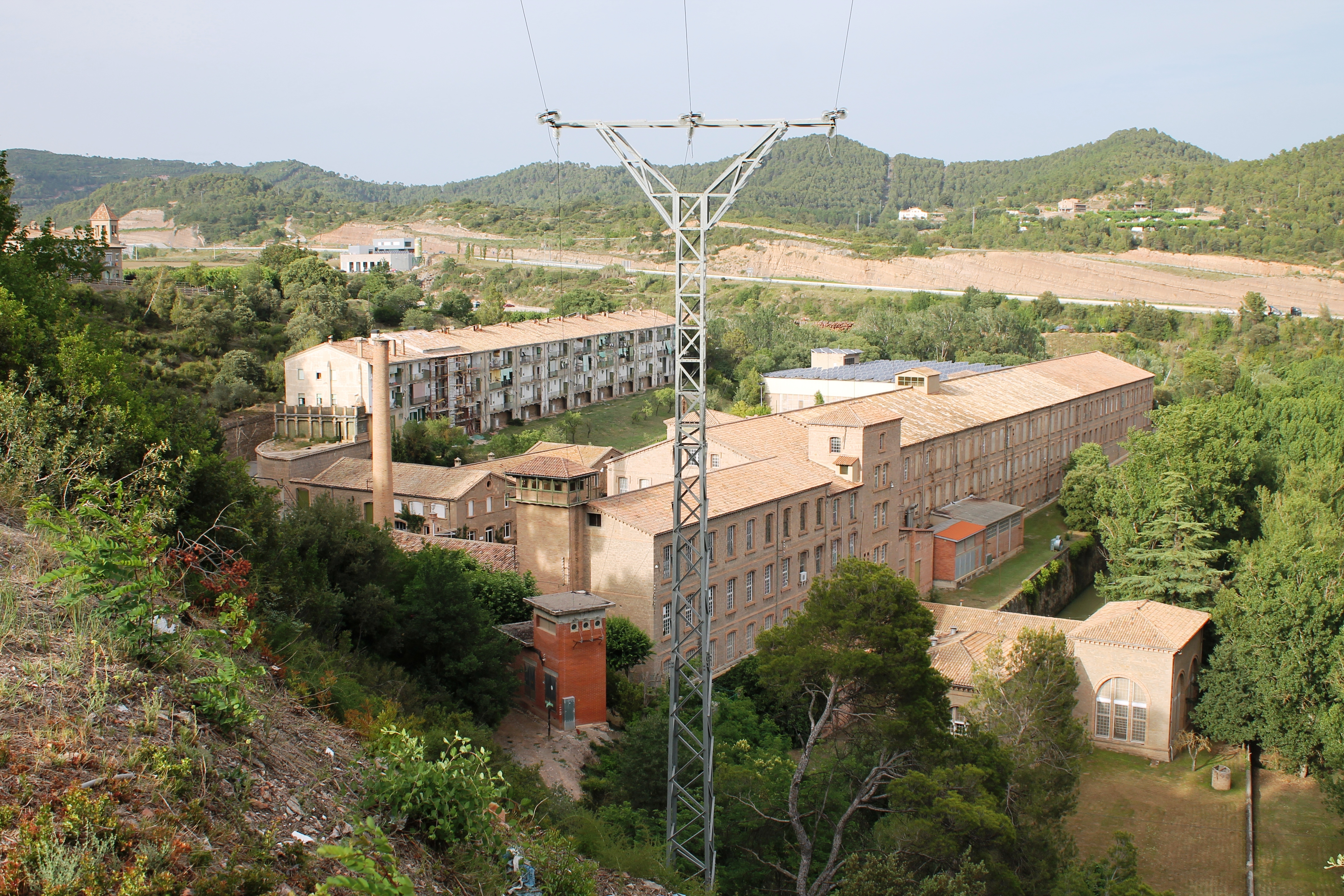
Cal Marçal, a Puig-reig

Les colònies van néixer, en alguns casos, aprofitant les instal·lacions d'un molí fariner a la vora del riu per transformar-lo en una fàbrica i construint habitatges per als obrers per atraure mà d'obra. En altres casos, els industrials adquirien terrenys per construir completament tota una infraestructura industrial i poblacional. Aquests industrials, majoritàriament tenen les arrels familiars a les comarques on s'instal·len (Berguedà, Bages, Ripollès i Osona). En tot cas, trobaríem quatre tipologies de fabricants: a) famílies de llarga tradició manufacturera que fan el salt a la indústria; b) empresaris que s'instal·len a les seves comarques d'origen després d'experiències més o menys reeixides en industries basades en el vapor i el carbó d'importació; c) industrials d'altres zones de Catalunya (o estrangers) que troben aquí la font d'energia hidràulica; i d) propietaris agrícoles que reconverteixen un antic molí de vora riu de la seva propietat en indústria. Aquests industrials, un cop rutlla la colònia, fixen la seva residència a Barcelona, però en els pobles i comarques on tenen l'empresa fan gala del seu poder i exerceixen la seva influència sovint implicant-se en la política. Alguns d'ells esdevenen diputats provincials o a Corts, com Lluís G. Pons (de la colònia Pons) o Josep Monegal (de L'Ametlla de Casserres), que fou senador i alcalde de Barcelona. Controlen la vida local i comarcal, però també esdevenen mecenes i promotors d'obres socials als seus pobles respectius, construint escoles, camps de futbol, residències i hospitals, i inverteixen en la creació d'importants infraestructures com el ferrocarril Manresa-Berga.

## Estructura urbanística de les colònies

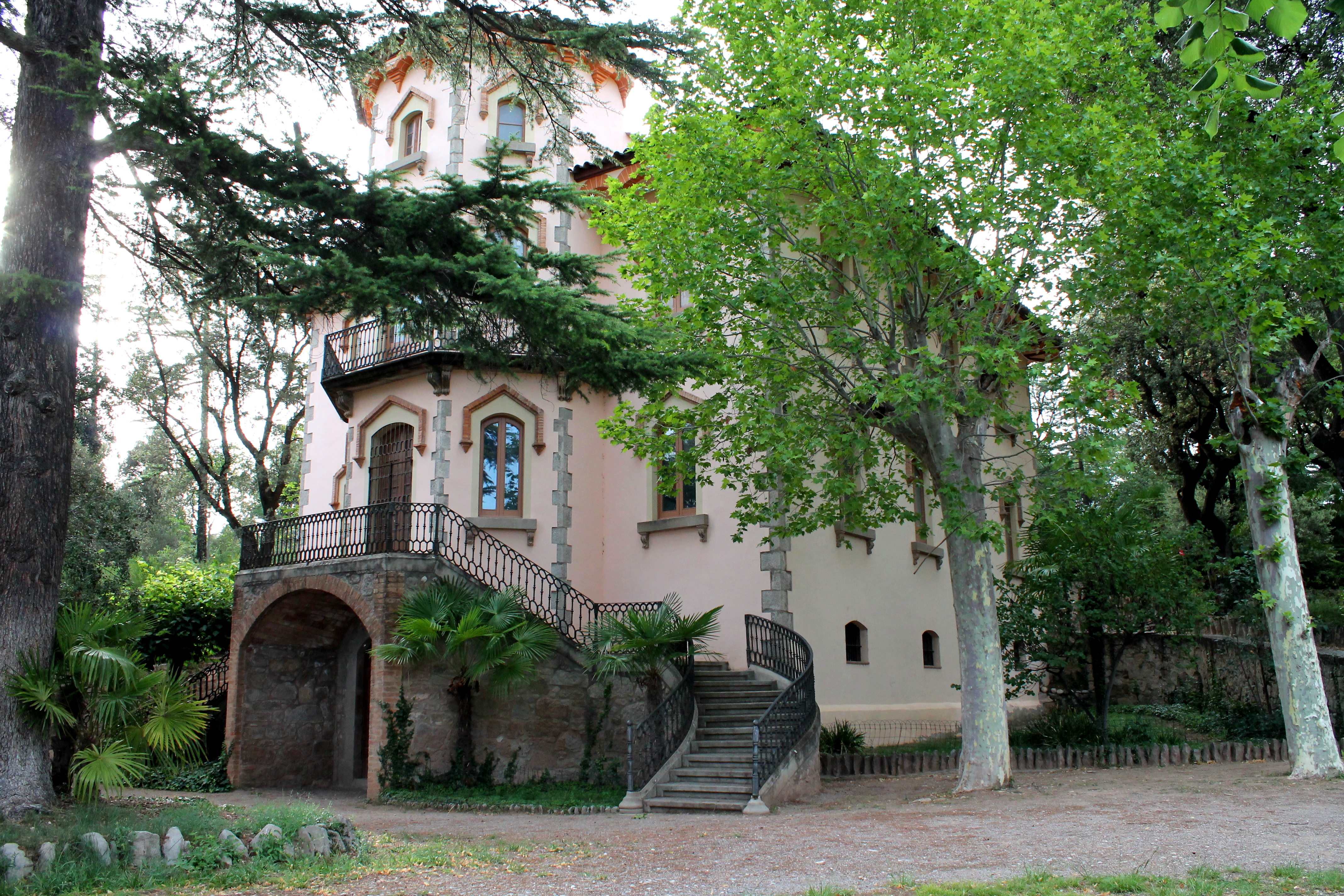
Torre Vella de Cal Pons, espai simbòlic que mostrava l'estatus dels amos

Les colònies tèxtils esdevenen nuclis urbans enmig d'un paisatge rural i constitueixen un nou model d'urbanització del territori totalment innovador. Malgrat que les colònies són conjunts dinàmics que es transformen segons les necessitats al llarg dels seus més de cent anys de vida, presenten nombrosos edificis que són un reflex d'una època i alhora són de gran interès com a patrimoni arquitectònic i urbanístic.
Segons Jordi Clua, la morfologia urbana de les colònies tèxtils ens permetria classificar-les en tres grups, segons el nombre d'equipaments i les diferents funcions dels edificis i espais. Així, la colònia bàsica estaria formada per un nucli tèxtil que té l'espai productiu i un mínim espai de residència per a pocs treballadors; la colònia desenvolupada afegeix als espais anteriors més serveis; i la colònia evolucionada és un nucli urbà complet amb espais productius, residencials i de serveis i un espai de domini on es concentren els edificis simbòlics: la torre i l'església.
Els espais d'una colònia genèrica es poden agrupar de la forma següent: 1) Espai productiu (edificis industrials i infraestructures hidràuliques): fàbrica, tallers, magatzems, oficines, canal i resclosa. 2) Espai de residència i serveis (colònia obrera) que inclou els habitatges dels treballadors i els dels encarregats, d'una banda, i els equipaments per a serveis, de l'altra: botigues, forn de pa, cafè, casino, fonda, teatre, cinema, escoles, convent, residència de noies treballadores, rectoria, escorxadors, farmaciola, horts, corrals i galliners, camps de conreu, baixador o estació de tren. 3) Espai de domini (edificis simbòlics): torre del propietari, església i muralla.
Aquests tres espais, en algunes colònies, els trobem en diferents nivells determinats per l'orografia del terreny, com es veu molt clarament en el cas de la colònia Pons: la resclosa, el canal i la fàbrica se situen en el nivell més baix, arran del riu; en un nivell mitjà trobem l'espai destinat als obrers, ja siguin els pisos o els serveis; i l'espai simbòlic i de domini, amb la torre de l'amo i els edificis religiosos, se situa en el nivell més elevat.
El propietari de la colònia sovint encarregava la construcció de la torre a un arquitecte de prestigi, per tal que l'edifici esdevingués un símbol del seu domini econòmic i també social (com en el cas de la Torre de Cal Bassacs, de l'arquitecte Alexandre Soler i March). Tot i que en principi aquesta havia de ser la seva residència, aviat es van convertir en casa d'estiueig per a la família i en l'espai on dormir quan els amos venien a controlar que tot funcionés correctament, com és el cas de la Torre de l'Amo de Viladomiu Nou, ja que, sobretot després de la Guerra Civil, els propietaris van fixar la seva residència a Barcelona i van delegar el control absolut del dia a dia al director, que sí que residia de forma permanent a la colònia.
És remarcable, com a element comú de moltes colònies amb estructura evolucionada, la presència d'un convent de monges que feien la funció de residència per a noies de fora de la colònia que treballaven a la fàbrica. Aquest sistema facilitava l'accés de la mà d'obra femenina, que era la majoritària en les fàbriques tèxtils, al mateix temps que imposava un cert ordre en el pla moral i religiós. Així ho trobem, per exemple, a les colònies de Cal Rosal (el Convent), L'Ametlla de Merola (la Casa de les Noies) o la Colònia Vidal (Casal de la dona i escola). Sovint, a més d'allotjament i residència, s'oferia a les noies una formació, com a cal Pons on l'Escola de la Llar (llavors Escuela del Hogar) també coneguda amb el gal·licisme ménager (popularment el managé) oferia, a més d'una educació bàsica, coneixements pràctics de mestressa de casa, costura i confecció i primers auxilis, un fet molt avançat per la seva època.

## Les colònies tèxtils per rius
A continuació es presenta la llista completa de les colònies tèxtils de Catalunya classificades per rius.
| Riu              | Colònies |
| ---------------- | --- |
| Llobregat        | Colònia Carme, Colònia Rosal, La Plana, L'Ametlla de Casserres (o Colònia Monegal), Cal Metre, Cal Bassacs, Viladomiu Vell, Viladomiu Nou, El Guixaró, cal Prat, Cal Casas, Cal Pons, Cal Marçal, Cal Vidal, Cal Riera (o colònia Manent), L'Ametlla de Merola, Colònia Soldevila (o Sant Esteve), La Rabeia, El Molí (o cal Vinyes), Vilafruns, Cal Berenguer de Cabrianes, La fàbrica del Pont de Cabrianes, La Fàbrica del Pont Vell (o Fàbrica Vermella), La fàbrica de Sant Benet, Colònia Galobard, Colònia can Serra, El Burés, El Borràs, La Bauma, Colònia Gomis, Colònia Sedó, Can Bros, Colònia Güell, Colònia Rosés |
| Cardener         | Colònia Palà de Torroella (o Palà Vell), Colònia Valls, (o Palà Nou), El Fusteret, Colònia Antius, Can Cortès, Els Comdals, Cal Carné |
| Anoia            | La Fou (o Colònia Marçal) |
| Calders          | El Clarassó, Colònia Jorba |
| Freser           | Colònia Recolons, Colònia Fàbregues, L'Herand, Colònia Pernau, Colònia Molinou, Colònia Noguera, Colònia Sorribes (o can Jordana) |
| Ter              | Colònia Estabanell (o Matabosch), Colònia Llaudet, Colònia Espona, Cal Gat (o Colònia Jordana), Colònia Estamariu (o Colònia Badia, Ballvé o el Pla d'Estamariu), Colònia Agafallops (o Can Botey), Colònia Santa Maria (o el Roig), La Farga de Bebié, La Mambla, Borgonyà, Colònia Vila-seca, Colònia Imbern (o el Pelut), Colònia la Coromina, Colònia Casacuberta (o Ca l'Escolà), Colònia Rusiñol (o Colònia Remisa), El Dolcet, Colònia Malars, Colònia Salou (o Baurier), Còdol Dret, Colònia Bonmatí |
| Brugent          | Colònia Dussol, Colònia Majem |
| Segre            | Colònia la Fàbrica |
| Canal de Pinyana | Colònia Alcanís, La Mata de Pinyana |

## Les colònies en l'actualitat
Les dècades dels 80 i 90 del segle xx van veure el tancament de les fàbriques a causa de la crisi del sector tèxtil. A més d'això, els serveis que l'empresari oferia als treballadors a canvi de garantir-se una mà d'obra sense alts i baixos reivindicatius ja resultaven prou cars perquè sortís a compte mantenir el sistema.
Un cop embargades les fàbriques i els pisos a causa dels deutes acumulats, en algunes colònies els mateixos treballadors van poder adquirir els pisos, de manera que la colònia ha continuat essent una entitat de població desvinculada de la indústria que la va fer néixer. En altres casos, en posar-se a la venda, els habitatges van ser adquirits per persones provinents d'altres zones, cosa que va provocar una renovació de la població. Lamentablement algunes colònies s'han anat abandonant i han entrat en un procés de deteriorament. Les naus de les fàbriques, en general, han estat parcialment ocupades per altres empreses més petites, tot i que en cap cas s'ha tornat al nivell d'ocupació d'èpoques passades. Cal destacar els casos de la Colònia Vidal, en què s'ha reconvertit una gran part dels espais de la colònia en el Museu de la Colònia Vidal, pertanyent al Museu de la Ciència i de la Tècnica de Catalunya, i Cal Pons, on l'Església de Sant Josep acull el Centre d'Interpretació de l'Església de Cal Pons. Ambdós casos han esdevingut un excel·lent mitjà per conèixer la història, la vida i els valors del que van ser les colònies en el passat.